# Žibřidovice
Žibřidovice je zaniklá osada, část obce Šetějovice v okrese Benešov. Nacházela se asi 1 km na sever od Šetějovic. V roce 2009 zde nebyla evidována žádná adresa. Žibřidovice je také název katastrálního území o rozloze 2,07 km².

## Historie
První písemná zmínka o vesnici pochází z roku 1333.
Osada byla zcela zničena v souvislosti s výstavbou vodní nádrže Želivka. Zbyla jen kaplička.